# 郷下公園
郷下公園（ごうしたこうえん）は、愛知県名古屋市天白区野並にある都市公園。

## 概要
1975年（昭和50年）8月15日開園。 標高6m、面積は2460m2と住区基幹公園の街区公園相当の広さ。
2000年（平成12年）9月11日の東海豪雨時には、同日19時頃から全面にわたり水没している。近隣の鶴里駅～野並駅は21時過ぎに冠水。2001年（平成13年）には、野並ポンプ場から排水した水が、天白川を通り郷下公園近くの藤川、郷下川を逆流し野並地区へ再び流入したことから、郷下川、藤川ともに護岸嵩上げ工事が行われている。

## 交通アクセス

### 鉄道
名古屋市営地下鉄
- 桜通線 野並駅下車、1番出口より徒歩で約5分。

### 路線バス
名古屋市営バス
- 野並二丁目 停留所下車、徒歩で約7分。
- 野並 停留所下車、徒歩で約5分。

## 近隣施設
- 名古屋市立野並小学校
- 八劔社
- 梅野公園
- 野並公園